# Сушица (Львовская область)
Сушица (укр. Сушиця) — село в Старосамборской городской общине Самборского района Львовской области Украины.
Население по переписи 2001 года составляло 415 человек. Занимает площадь 0,88 км². Почтовый индекс — 82073. Телефонный код — 3238.

## История
В 1946 году указом ПВС УССР село Сушица-Рыкова переименовано в Сушицу.